# Neogrotella
Neogrotella is een geslacht van vlinders van de familie uilen (Noctuidae), uit de onderfamilie Stiriinae.

## Soorten
- N. confusa Barnes & Benjamin, 1922
- N. mcdunnoughi Barnes & Benjamin, 1922
- N. spaldingi Barnes & McDunnough, 1913